# Atrabilious
Atrabilious es una película de suspenso, comedia y misterio estadounidense de 2025 escrita y dirigida por William Atticus Parker, en su segundo trabajo como director, y protagonizada por Leon Addison Brown, Whoopi Goldberg y Alec Baldwin.

## Reparto
- Leon Addison Brown como Steven Joyner
- Whoopi Goldberg como Andrea Hart
- Alec Baldwin como Proctor Carlisle
- Jeffrey Wright como Vincent Daugherty
- Mark Boone Junior como Eduard Gillepsie
- Lewis Black como Roy Altman
- Evan Jonigkeit como Raphael Clearwater
- Joel de la Fuente como Mark Nava
- David Pittu como Dominick Calderon
- Andy Karl como Greg Meyers
- Ward Horton como Miles Zimmerman
- Hunter Parrish como Milo Kramer
- Brooks Ashmanskas como Todd Jenkins
- Dan Finnerty como Levi Whitaker
- Brandon Burton como Neil Joyner
- Steven Maier como Bradley Atkinson

## Producción
El rodaje finalizó en octubre de 2022. La película se rodó en la ciudad de Nueva York. Collider comparó el reparto de primera clase y su presupuesto minúsculo con los del primer largometraje del director, aún adolescente, Forty Winks.

## Estreno
La película se estrenó en Estados Unidos el 18 de julio de 2025.